# Нарежный, Константин Григорьевич
Константин Григорьевич Нарежный (1927—2014) — советский и украинский прозаик. Член Национального союза писателей Украины (с 2001). Член Украинского геральдического общества.

## Биография
Родился 20 апреля 1927 года в селе Ковалёвка (Шишацкий район).
Когда ему было 14 лет, началась война. После освобождения УССР от немцев попал на фронт. Школу окончил уже после завершения службы в РККА. Как участник Великой Отечественной войны награждён орденами Отечественной войны II степени и «За мужество» III степени, а также 20 медалями, в том числе «За боевые заслуги» и «За победу над Германией».
После поступления в 1953 году в Полтавский педагогический институт начал работать учителем в восьмилетней школе села Жоржевка (Шишацкий район). В 1957 году окончил Полтавский педагогический институт.
С 1963 по 1983 год преподавал биологию и химию в средней школе родного села. С 1967 года был также заместителем директора по учебно-воспитательной работе. За педагогическую деятельность удостоен звания «Отличник народного просвещения».
На пенсии жил в селе Ковалёвка.
Писал очерки-миниатюры, этюды, очерки, рассказы о природе. С 1958 года регулярно печатал в областных и республиканских газетах, в журналах «Украина» (Киев), «Березиль» (Харьков), «Одноклассник», «Паросток», «Родная природа», «Дивосвит» (Киев), «Природа и человек. Свет» (Москва) и др. 19 июня 2001 года стал членом Национального союза писателей Украины.

## Работы
- «Стежина в дивосвіт: оповідки природолюба» (Харків, 1987),
- «Живий світ геральдики: Тварини і рослини в державній символіці» (Київ, 1997),
- «Несподіванки в дорозі: Нариси-мініатюри» (Шишаки, 1998),
- «Радість пізнання: Нариси-мініатюри» (Шишаки, 1999),
- «Вовчиха: Оповідання» (Шишаки, 1999),
- «Загадки навколо нас: Оповідки про природу»,
- «Струни пам’яті: Нариси, спогади, листи, щоденники (До 55-річчя визволення України)» (Шишаки, 2000),
- «Талісман „Сойчине перо“: Легенди рідного краю» (Шишаки, 2001),
- «Парад суверенітетів: До 60-річчя утворення ООН» (Київ, 2005).